# Jerzy Aleksander Skorulski
Jerzy Aleksander Skorulski herbu Kościesza odmienna (zm. w 1691/1692 roku) – chorąży kowieński w 1677 roku, starosta kormiałowski w 1672 roku.
Był posłem powiatu kowieńskiego województwa trockiego na sejm nadzwyczajny 1672 roku.